# Język mansyjski
Język mansyjski (dawniej: język wogulski, nazwa własna: ма̄ньси ла̄тыӈ) – język zaliczany do grupy ugryjskiej w ramach uralskiej rodziny językowej. Najbliżej spokrewniony z chantyjskim (ostiackim) i węgierskim. Jest językiem zagrożonym wymarciem, wypieranym przez rosyjski; spośród ok. 12 tys. Mansów (Wogułów) ojczystym językiem posługuje się niespełna tysiąc osób zamieszkujących zachodnią Syberię, głównie Chanty-Mansyjski Okręg Autonomiczny – Jugra. Badaniem języka mansyjskiego zajmowali się uczeni węgierscy i fińscy, którzy wyodrębnili w nim cztery podstawowe dialekty. Dialekt południowy (tavda) wyszedł z użycia w poł. XX w. Od XX w. język mansyjski posiada skromną literaturę zapisywaną początkowo alfabetem łacińskim, a od 1937 r. – cyrylicą.

## Alfabet

### Cyrylicki
Współczesny alfabet mansyjski oparty jest na cyrylicy i składa się z 44 liter.
| А а | А̄ а̄ | Б б | В в | Г г | Д д | Е е | Е̄ е̄ | Ё ё | Ё̄ ё̄ | Ж ж |
| З з | И и | Ӣ ӣ | Й й | К к | Л л | М м | Н н | Ӈ ӈ | О о | О̄ о̄ |
| П п | Р р | С с | Т т | У у | Ӯ ӯ | Ф ф | Х х | Ц ц | Ч ч | Ш ш |
| Щ щ | Ъ ъ | Ы ы | Ы̄ ы̄ | Ь ь | Э э | Э̄ э̄ | Ю ю | Ю̄ ю̄ | Я я | Я̄ я̄ |

### Łaciński
Alfabet mansyjski oparty na łacińskim obowiązywał w latach 1931–1937.
| A a | B в | C c | D d | E e | F f | G g | H h | Ꜧ ꜧ | I i |
| J j | K k | L l | Ļ ļ | M m | N n | Ņ ņ | Ŋ ŋ | O o | P p |
| R r | S s | Ꞩ ꞩ | T t | Ţ ţ | U u | V v | Z z | Ь ь |     |